# No. 84 Group RAF
Le No. 84 Group RAF est un groupe de la Second Tactical Air Force de la Royal Air Force, opérationnel pendant la Seconde Guerre mondiale.
Il est formé à Cowley Barracks, Oxford, le 15 juillet 1943. Le 24 juillet 1944, un quartier général arrière est formé à Cowley.
Le 5 juin 1944, il se compose de:
- Chasseurs-bombardiers Hawker Typhoon :
  - No. 123 Wing RAF (en) à la RAF Thorney Island
  - No. 136 Wing RAF à la RAF Thorney Island
  - No. 146 Wing RAF (en) à la RAF Needs Oar Point (en)
- North American P-51 Mustang
  - No. 133 (Polish) Wing RAF (en) à la RAF Coolham (en)
- Chasseurs Supermarine Spitfire
  - No. 131 Wing RAF (en) à la RAF Chailey (en)
  - No. 132 Wing RAF (en) à la RAF Bognor (en)
  - No. 134 Wing RAF à la RAF Appledram (en)
  - No. 135 Wing RAF (en) à la RAF Selsey (en)
  - No. 145 Wing RAF à la RAF Merston (en)

Son dernier air officer commanding est l'air vice-marshal Percy Maitland. En janvier 1948, Maitland prend le commandement No. 22 Group RAF (en).